# Elitserien i volleyboll för damer 1988/1989
Elitserien 1988/1989 i volleyboll för damer var den 28:e upplagan av tävlingen och hade åtta deltagande lag. Uppsala Studenters IF blev svenska mästare för första gången genom att besegra Vallentuna VBK i finalen. Det var första gången sedan 1974 som något annat lag än Sollentuna VK blev svenska mästare

## Grundserien[4]
| Lag                     | M  | V  | F  | VS | FS | P  |
| ----------------------- | -- | -- | -- | -- | -- | -- |
| Vallentuna VBK          | 14 | 12 | 2  | 39 | 16 | 24 |
| Sollentuna VK           | 14 | 11 | 3  | 38 | 17 | 22 |
| Uppsala Studenters IF   | 14 | 10 | 4  | 35 | 23 | 20 |
| KFUK-KFUM:s IA Göteborg | 14 | 9  | 5  | 31 | 23 | 18 |
| KFUM Örebro Volleyboll  | 14 | 5  | 9  | 23 | 33 | 10 |
| KFUM Skellefteå         | 14 | 5  | 9  | 23 | 33 | 10 |
| Vänsterknäck            | 14 | 4  | 10 | 22 | 35 | 8  |
| Kolbäcks VK             | 14 | 0  | 14 | 9  | 42 | 0  |

      Kvalificerade för slutspelsserien.
      Nerflyttade till Division 1.

## Slutspelsserien[4]
| Lag                     | M  | V | F | VS | FS | P  |
| ----------------------- | -- | - | - | -- | -- | -- |
| Vallentuna VBK          | 10 | 9 | 1 | 29 | 8  | 19 |
| Uppsala Studenters IF   | 10 | 7 | 3 | 24 | 16 | 14 |
| KFUM Örebro Volleyboll  | 10 | 5 | 5 | 19 | 24 | 10 |
| KFUM Skellefteå         | 10 | 4 | 6 | 18 | 23 | 8  |
| KFUK-KFUM:s IA Göteborg | 10 | 3 | 7 | 15 | 25 | 6  |
| Sollentuna VK           | 10 | 2 | 8 | 16 | 25 | 4  |

      Kvalificerade för slutspel.

## Slutspelet[4]
|  | Semifinaler | Semifinaler | Semifinaler | Semifinaler |            |   | Final | Final | Final | Final | Final | Final |  |
|  |             |             |             |             |            |   |       |       |       |       |       |       |  |
|  | Vallentuna  | 3           | 3           |             |            |   |       |       |       |       |       |       |  |
|  | Vallentuna  | 3           | 3           |             |            |   |       |       |       |       |       |       |  |
|  | Skellefteå  | 0           | 0           |             |            |   |       |       |       |       |       |       |  |
|  | Skellefteå  | 0           | 0           |             | Vallentuna | 3 | 0     | 0     |       |       |       |       |  |
|  |             |             |             |             | Vallentuna | 3 | 0     | 0     |       |       |       |       |  |
|  |             |             | Uppsala     | 1           | 3          | 3 |       |       |       |       |       |       |  |
|  | Uppsala     | 3           | Uppsala     | 1           | 3          | 3 | 3     |       |       |       |       |       |  |
|  | Uppsala     | 3           |             |             |            |   |       |       |       |       |       |       |  |
|  | Örebro      | 0           | 0           |             |            |   |       |       |       |       |       |       |  |